# Werner Zeindler
Werner Zeindler (* 1947 in Bern) ist ein Schweizer Filmregisseur, Drehbuchautor und Produktionsleiter.

## Leben und Wirken
Zeindlers Vater war Elektroingenieur und sein späterer Stiefvater Psychiater. 1959 siedelte die Familie nach Zürich über. Am 13. September 1960 durfte er mit seinen Pfadfinder-Kollegen als Statist in der Produktion Der Teufel hat gut lachen mitwirken und wollte seither selbst zum Film. Nach der Matura und Absolvierung der Rekrutenschule arbeitete er zunächst beim Filmverleiher Domino-Praesens und erhielt dann ein auf zwei Jahre befristetes Regievolontariat beim Schweizer Fernsehen. Hier war er unter anderem für Werner Wollenberger und dessen TV-Film-Magazin demnächst tätig. Danach studierte er an der DFFB, realisierte anschliessend als freier Autor Magazinbeiträge für deutsche Sendeanstalten und lieferte zahlreiche Reportagen für die Schweizer Filmwochenschau. Sein zustimmender Beitrag zur Legalisierung des Schwangerschaftsabbruches sorgte für erhebliches Aufsehen, bevor das Ciné-Journal suisse im März 1975 endgültig eingestellt wurde.
Zeindler übernahm dann verschiedene Tätigkeiten beim Fernsehen, Theater und Musical. 1976 wurde er für einen Handlangerjob zum Film Jack the Ripper – Der Dirnenmörder von London engagiert, wodurch er endlich beim Kinospielfilm angekommen war. Er war in den folgenden Jahren in verschiedenen Funktionen an  Filmen von Jess Franco beteiligt, auch als Produktionsleiter. Er bekannte, viel von Franco gelernt zu haben, und schuf Theaterinszenierungen in Zürich, Stuttgart und Chur, war Autor und Regisseur von Hörspielen sowie Autor diverser Drehbücher und freischaffender Filmemacher.

## Filmografie (als Regisseur)
- 1977: Die Liebesbriefe einer portugiesischen Nonne (Aufnahmeleitung)
- 1977: Violanta (Aufnahmeleitung)
- 1977: Das Frauenhaus (Produktionsleitung)
- 1983: Das verräterische Herz (Fernsehfilm)
- 1984: Fast eine Weihnachtsgeschichte (Fernsehfilm, auch Drehbuch und Produktion)
- 1986: Schrittmacher (Fernsehfilm)
- 1986: Mein Tag im Dunkeln (Dokumentarspiel)
- 1987: Der Analphabet
- 1987: Die verschlossene Tür (Fernsehfilm)
- 1988: Einer will nicht mehr mitmachen (Dokumentarspiel)
- 1988: Der Mensch im Zwielicht (Fernsehfilm)
- 1989: Jugendliebe (Fernsehfilm)
- 1989: Sollte alles denn gewusst sein? (Dokumentarfilm)
- 1990: Maria João Pires / Porträt einer Pianistin (Dokumentarfilm)
- 1991: Ein erster Wurf ist meistens das Beste (Dokumentarspiel)
- 1993: Allein unter Leuten (Dokumentarfilm)
- 1994: Diplomaten des Elends (Dokumentarfilm)
- 1994: Tatort: Bienzle und die schöne Lau (Drehbuch)
- 1995: Fischerkrieg (Drehbuch)
- 1999: Auge für Auge (Dokumentarfilm)
- 2000: Adieu Wilhelm Faller (Dokumentarspiel)
- 2002: Grenzstein der Welt (Dokumentarfilm)
- 2003: Fjord der Adria (Dokumentarfilm)
- 2003: Tor zu Italien (Dokumentarfilm)
- 2005: Berg der Saurier (Dokumentarfilm)
- 2006: Es lebe das Kabarett! (Dokumentarfilm)
- 2007: George Gruntz (Dokumentarfilm)
- 2010: Der Choreograf Heinz Spoerli (Dokumentarfilm)

## Auszeichnungen
- 1984: Eidgenössische Qualitätsprämie für Fast eine Weihnachtsgeschichte
- 1987: Nominierung Adolf-Grimme-Preis für Mein Tag im Dunkeln
- 1992: LiteraVision – Fernsehpreis der Landeshauptstadt München für Allein unter Leuten
- 1994: Nominierung Adolf-Grimme-Preis für «Endloser Abschied»
- 2005: Preis der Jury Europa Nostra Heritage Filmfestival für Grenzstein der Welt